# سوزان لوك إيفري
كانت سوزان لوك إيفري (27 أكتوبر عام 1817 - 1 فبراير عام 1915) كاتبة أمريكية ومدافعة عن حق المرأة في الاقتراع وناشطة سلام وداعمة لحركة الاعتدال ونظام الضريبة الواحدة. استضافت كلًا من لوسي ستون وزوجها هنري بلاكويل حين جاؤوا إلى مدينة لويفيل بولاية كنتاكي لحضور اجتماع الجمعية الأمريكية المطالبة بحق المرأة في الاقتراع -وهو أول مؤتمر للمطالبة بمنح المرأة حق الاقتراع في الجنوب- في عام 1881. يعود إليها الفضل في إنشاء النادي النسائي في لويفيل. يحمل النادي الداعي إلى منح النساء حق الاقتراع في بلدة وايومنغ بولاية نيويورك اسم إيفري تخليدًا لذكرى عيد ميلادها.

## النشأة
كانت سوزان هاوز لوك الابنة البكر بين أشقائها الستة. كان والدها يدعى صامويل لوك، ووالدتها تدعى بولي لوميس لوك. ولدت سوزان في بلدة كونواي بولاية ماساتشوستس بتاريخ 27 أكتوبر عام 1817. انتقلت إلى غربي ولاية نيويورك برفقة عائلتها، وترعرعت في بيئة ريفية بين العديد من أولئك الذين تأثروا بالصحوة الكبرى الثانية في «المقاطعة المتقدة». التحقت بمدرسة يوتيكا للإناث حين كانت في السابعة عشر من العمر، وظلت في المدرسة بعد تخرجها لتعمل كمعلمة. سافرت إلى قرية وايومنغ بولاية نيويورك برفقة شقيقتها جوليا في عام 1843، وذلك بعدما حصلت الأخيرة على عمل كمعلمة في أكاديمية ميدلبيري. اجتمعت سوزان بالصناعي بنجامين إيفري حين كانت تزور أصدقائها في بلدة كايوغا وهي عائدة إلى المنزل.
تزوج بنجامين إيفري من سوزان في يوم 27 أبريل عام 1844. اشترى الاثنان مصيفًا -هيلسايد- في وايومنغ خلال السنة التالية. مكث الاثنان في المنزل مع شقيقتها جوليا وزوجها ألبرت كابويل وهو محامٍ من منطقة بروكلين بولاية نيويورك. أنجب الاثنان ستة أطفال: ليديا إيفري كونلي وارد (مواليد عام 1845) وصامويل (مواليد عام 1846) وجيرترود (مواليد عام 1849) وجورج (مواليد 1 مارس عام 1852) وهيلين نيلي (مواليد عام 1855) وويليام (مواليد عام 1858).
انتقلت عائلة إيفري إلى مدينة لويفيل بولاية كنتاكي في يوم 25 ديسمبر عام 1847، وذلك بهدف افتتاح مسبك للمعدات الزراعية ومصنع للمحاريث. أصبح آل إيفري من بين أثرى العائلات في لويفيل عقب تأسيس شركة ب. ف. إيفري وأولاده (صامويل وجورج وصهره ج. س. كونلي) بحلول عام 1868. حولِت مباني مصنع إيفري للمحاريث إلى مشفى لمعالجة جرحى قوات جيش الاتحاد خلال الحرب الأهلية. كانت السيدة إيفري تجلب الجنود الذين صارعوا الموت إلى بيتها لتوليهم رعاية ما قبل الوفاة. لم تتردد العائلة في إشهار تأييدهم للاتحاد، وكانوا أول من رفع العلم الأمريكي في لويفيل رغم التهديدات التي واجهوها من تنظيم فرسان الدائرة الذهبية بحسب ما جاء في الرواية التقليدية. وبعدها ذهبت سوزان في جولة إلى أوروبا على مدى سنتين خلال فترة الحرب الأهلية. انتقل آل إيفري إلى أحد القصور الواقعة في فورث وبرودواي، وهي أكثر منطقة سكنية مرموقة في المدينة. توفي بنجامين إيفري هناك في عام 1885.

## النشاطات السياسية والإصلاحية

### حق المرأة في الاقتراع
استضافت سوزان لوك إيفري كلًا من لوسي ستون وهنري بلاكويل حين قدموا إلى مدينة لويفيل لحضور اجتماع الجمعية الأمريكية المطالبة بحق المرأة في الاقتراع في عام 1881. لعبت دورًا هامًا كعضو مؤسس في رابطة لويفيل للمساواة في الحقوق، والتي أعلن عن استحداثها في عام 1889. كذلك استضافت إيفري العديد من المصلحين في منزلها الصيفي الواقع في بلدة وايومنغ بولاية نيويورك والذي كان منتجعًا في وقت سابق. بادرت إيفري إلى دعوة واستضافة العديد من الشخصيات البارزة من أمثال سوزان ب. أنتوني والقسيسة آنا هوارد شو وشارلوت بيركنز غيلمان وبوكر ت. واشنطن خلال السنوات اللاحقة، وذلك بحسب ما ذكرته عائلتها.